# GE 7FDL
7FDL é uma linha de motores a diesel desenvolvida pela General Electric para locomotivas, lançada em 1959 com o modelo GE U25B. É um sucessor do motor FVBL de fabricação Cooper-Bessemer. Mais tarde esse fabricante de motores seria comprado pela GE, passando a ser mais um produto dessa empresa. Disponível com 8, 12 ou 16 cilindros em "V" a 45 graus, o diesel 4-tempos com turbocompressor possui diâmetro e curso de 228,8 X 266,7mm, totalizando em 11 litros por cilindro e capaz de potência máxima no eixo de até 4.700hp à 1.000 rpm (rotações por minuto).
Significado da sigla
Na verdade, “7” significa "equipamento mecânico", ou seja, que não é motor nem gerador elétricos, “F” é para designar o diâmetro dos pistões de 9 polegadas, “D” é a identificação do tipo de ligação entre o virabrequim e as bielas dos pistões e “L” indica o uso do motor, Locomotive, ou seja, locomotivas. A letra que sucede (7FDL-12, 7FDL-16) é apenas a indicação do número de cilindros.
A linha 7FDL foi utilizado em todas as gerações de locomotivas GE, começando pela série Universal, passando pelas Dash 7, Dash 8, Dash 9 e AC4400CW, e sendo preterido pela linha de motores Gevo na atual série Evolution.
Em 1993, a GE lançou a AC6000CW equipada com o 7HDL-16 de 6.250hp no virabrequim. Trata-se de um "upgrade" do 7FDL, com a implantação de dois turbocompressores atuando em paralelo, um para cada bancada de cilindros. O 7HDL apresentou problemas como consumo exagerado e elevada vibração em regimes de grande potência.
Inicialmente, o 7HDL se chamaria 7FHDL, com o "H" em alusão à "High power", mas acabou se tornando 7HDL, sem o "F".